# Neurokemi
Neurokemi, läran om nervsystemets, hjärnans och dess beståndsdelars kemiska uppbyggnad och funktion.
Grovt sett kan neurokemin delas in i tre forskningsområden:
1. Biokemiska processer i ett normalt centralt nervsystem
2. Biokemiska processer som styr kontrollen av andra delar av kroppen från det centrala nervsystemet, och återkopplingssystemet.
3. Biokemiska och invertes förändringar i kroppen och hur de triggar neurologiska och psykiska sjukdomar, och förändringarna i nervsystemet på grund av sådana sjukdomar.

Neurokemisk forskning bedrivs ofta i samarbete med farmakologisk forskning, och man arbetar då med att analysera signalsubstansers funktion och hur de påverkas av tillförda preparat. Detta kallas neurofarmakologi.

## Historia
Neurokemi, som vetenskapsfält, har sitt ursprung i Frankrike precis innan franska revolutionen. Det var sedan ett franskt forskningsområde i närmare 40 år innan det började sprida sig till den tysktalande delen av forskarvärlden. Utgångspunkten för detta fält var att undersöka psykadeliska drogers inverkan på kroppen och medvetandet, då man såg att de påverkade människor och samhälle negativt.